# Sargus lateritius
Sargus lateritius är en tvåvingeart som beskrevs av Camillo Rondani 1863. Sargus lateritius ingår i släktet Sargus och familjen vapenflugor. Inga underarter finns listade i Catalogue of Life.